# Chris Taylor
Chris Taylor (n. 13 iunie 1950, Dowagiac⁠(d), Michigan, SUA – d. 30 iunie 1979, Story City⁠(d), Iowa, SUA) a fost un wrestler profesionist ce a reprezentat Statele Unite ale Americii, medaliat olimpic. A participat la o ediție a Jocurilor Olimpice (1972) în care a câștigat o medalie de bronz.

## Participări
Lista de mai jos prezintă principalele competiții la care a participat Chris Taylor de-a lungul carierei.
- wrestling at the 1972 Summer Olympics – men's freestyle +100 kg[*]